# مهرجان الويسكي الفيلاديفي
مهرجان الويسكي الفيلاديفي هو المهرجان السنوي الذي يعقد في نوفمبر، ويرعاه مجلس المشروبات الكحولية في ولاية بنسلفانيا ومجلة فيلادلفيا. ويَعرض أكثر من ستين مُنتجي المشروبات تشكيلة واسعة متنوعة من المشروبات للتذوق، بما في ذلك: الويسكي والويسكي الكندي والأيرلندي والبوربون والسكوتش والشعير والتكيلا والروم والجين والفودكا والكونياك.
يشمل المهرجان بوفيهاً (مكان مخصص للطعام والشراب)  بالإضافة إلى يانصيب يستفيد منه لجنة فيلادلفيا للقضاء على التشرد وإنهائه.